# Lähte
Lähte (Duits: Lechte) is een plaats in de Estlandse gemeente Tartu vald, provincie Tartumaa. De plaats heeft de status van groter dorp of ‘vlek’ (Estisch: alevik) en telt 489 inwoners (2021).
De plaats ligt ongeveer 2 km ten zuiden van Äksi.
In Lähte staat een middelbare school, het Lähte Ühisgümnaasium.
Bij Lähte zijn de resten van een vroegmiddeleeuwse burcht, Palalinn, gevonden. In de buurt van de opgravingen is een kunstmatig meer aangelegd, het Palalinna järv, dat op het grondgebied van het buurdorp Sootaga ligt.

## Geschiedenis
Lähte werd voor het eerst genoemd in 1688 onder de naam Lechteküll (Küll is de Duitse verbastering van het Estische küla, ‘dorp’). In 1796 duikt de naam Lechte op.
In 1860 kreeg Lähte een Russisch-orthodox kerkhof. Een kerk volgde pas in 1864. De kerk raakte in onbruik in de jaren zeventig van de 20e eeuw en werd afgebroken omdat ze in bouwvallige staat verkeerde. Het kerkhof bleef nog in gebruik tot in de jaren tachtig. Het kreeg in 1997 de status van monument.
Lähte werd in 1977 van dorp tot vlek gepromoveerd.

## Foto's

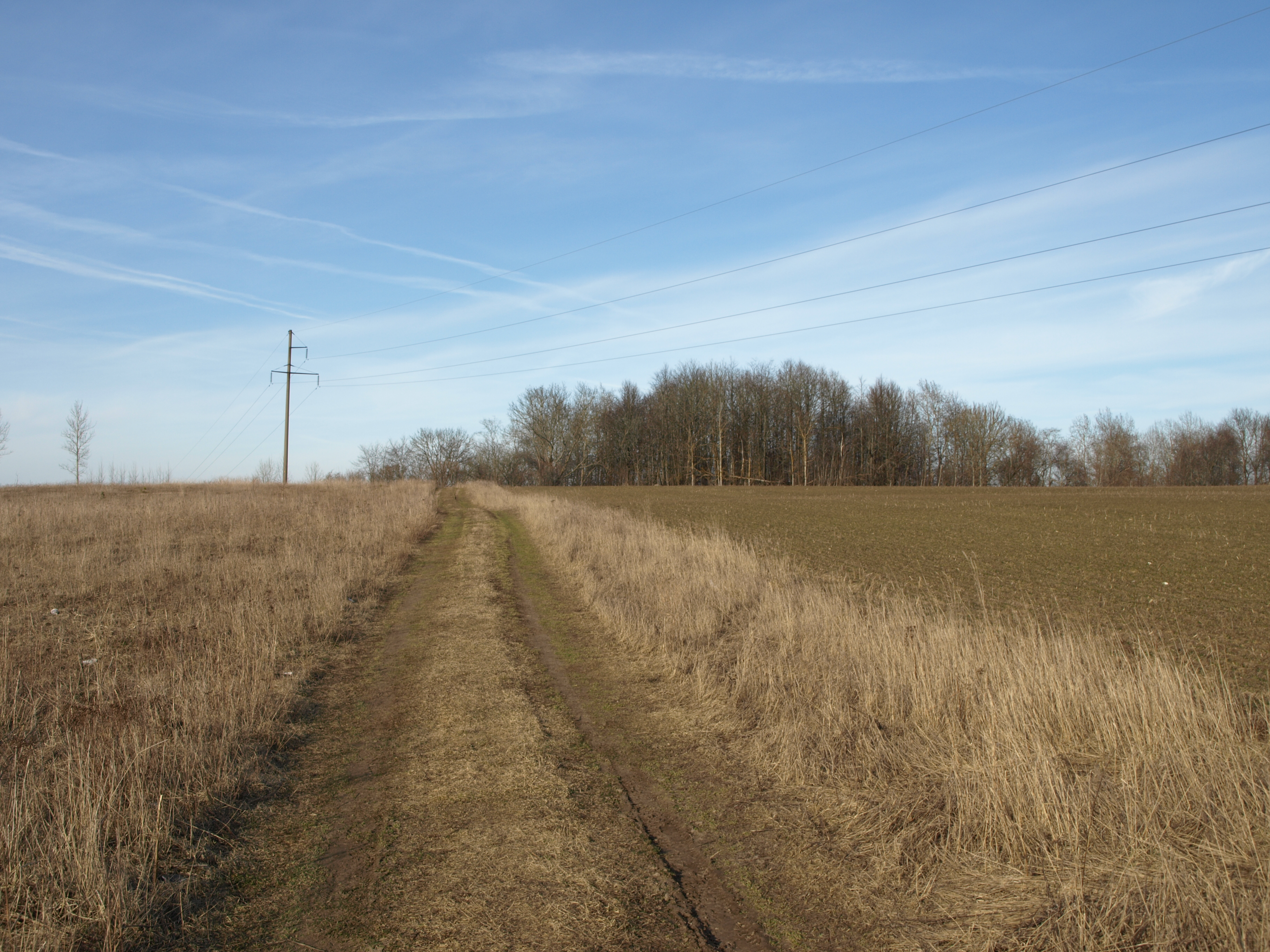
De plaats waar vroeger de burcht Palalinn lag
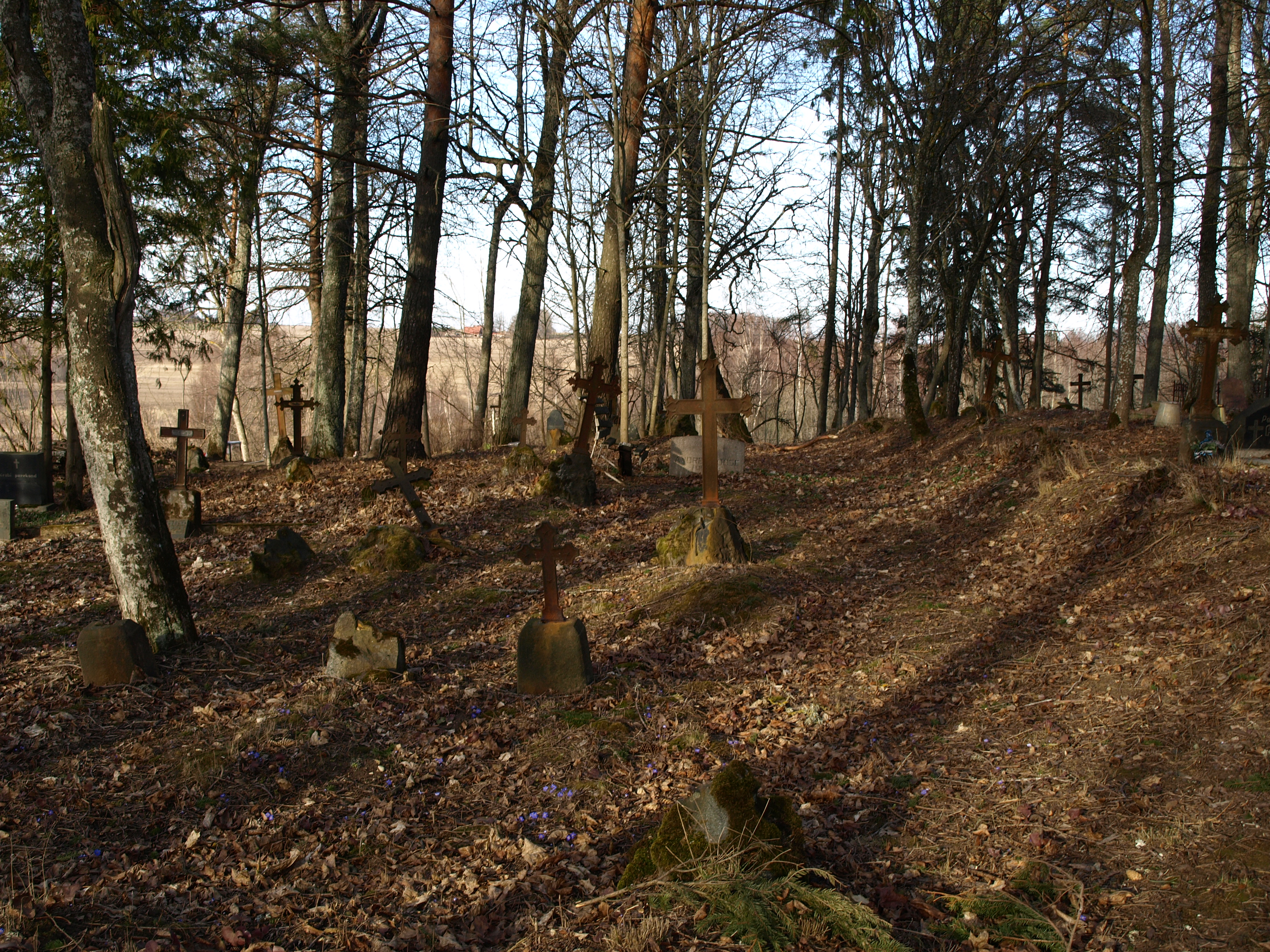
Het kerkhof van Lähte
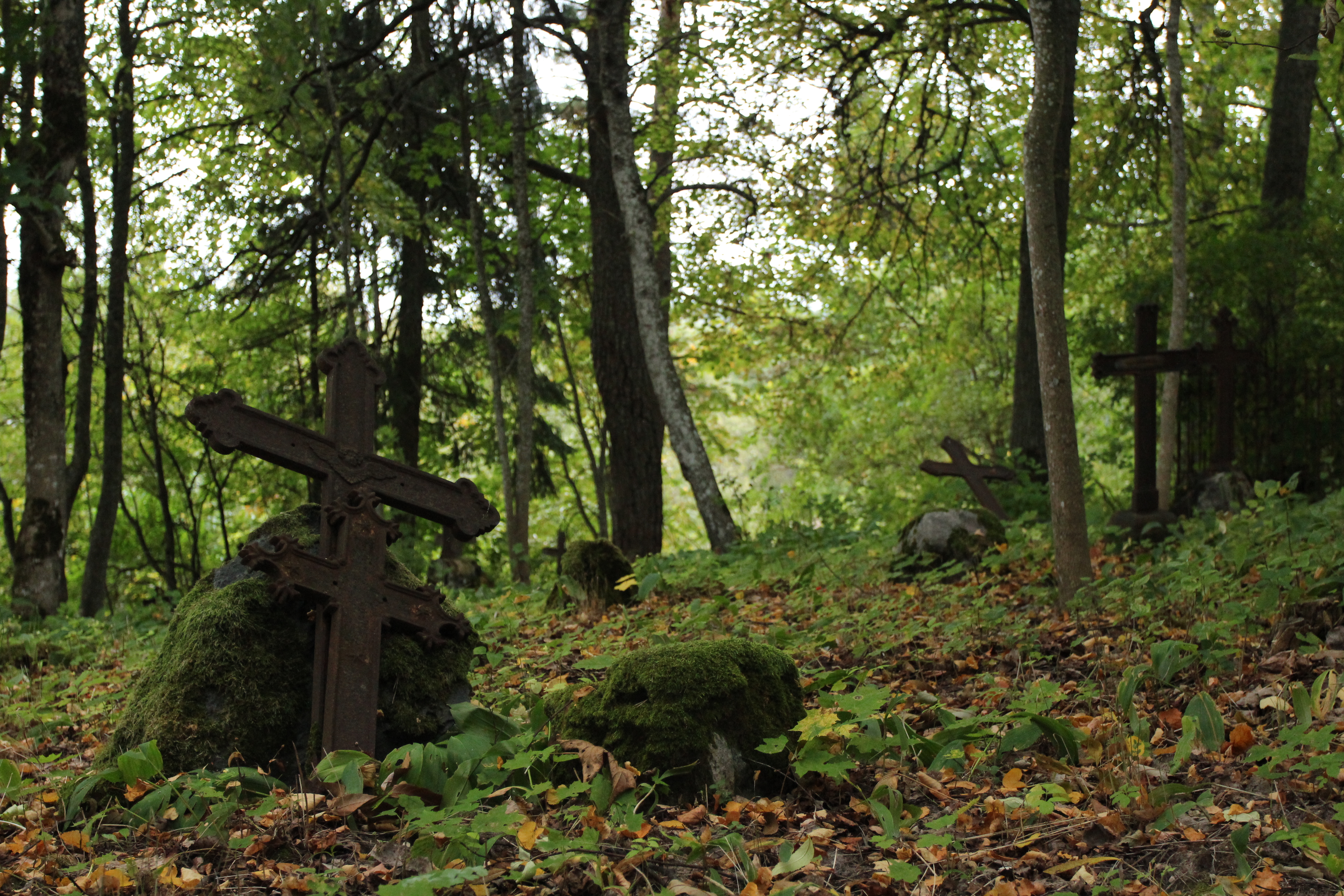
Het kerkhof van Lähte